# Sara Ras

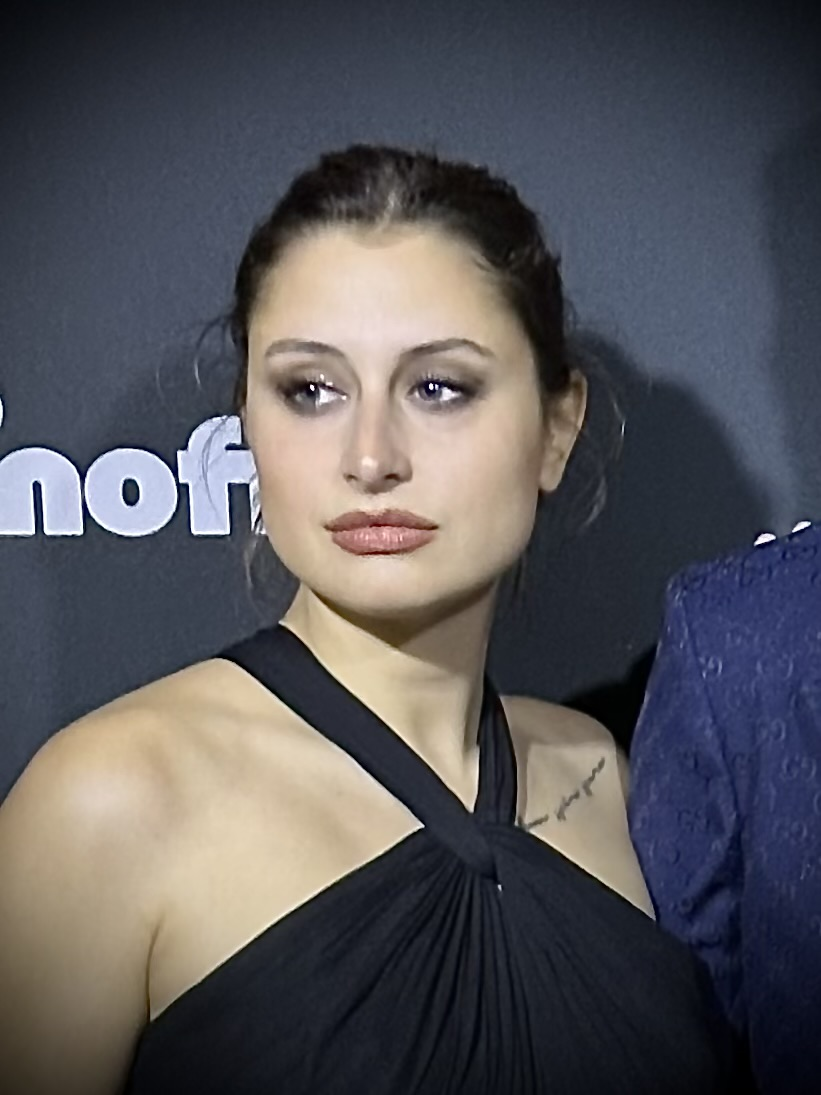
Saar tijdens de première van Zwijgrecht (2024) in Pathé Tuschinski

Sara Ras (Hillegom, 6 maart 1998), beter bekend als Saar, is een Nederlandse youtuber, actrice en influencer.
Ze kreeg vooral bekendheid door haar rol als Sanne in de film Misfit en haar deelname aan de realityserie V-House: Inside the Mansion (2021) van Videoland. Ze is winnares van de Elite Model Look 2021. Saar is actief op verschillende socialemediaplatforms, waar ze meer dan 350.000 volgers heeft opgebouwd door haar fashion- en lifestylecontent, waaronder beautyvideos, challenges en video's over New York.

## Filmografie
| Jaar | Project                     | Rol                   |
| ---- | --------------------------- | --------------------- |
| 2017 | Project C                   | Zichzelf              |
| 2017 | Misfit                      | Sanne                 |
| 2021 | V-House: Inside the Mansion | Zichzelf; "Saarbabyy" |